# Tanjungpakis
Tanjungpakis is een bestuurslaag in het regentschap Karawang van de provincie West-Java, Indonesië. Tanjungpakis telt 5190 inwoners (volkstelling 2010).